# Una famiglia al tappeto
Una famiglia al tappeto (Fighting with My Family) è un film del 2019 scritto e diretto da Stephen Merchant.
La pellicola, basata sul documentario del 2012 The Wrestlers: Fighting with My Family, racconta le vicende della wrestler Paige e della sua famiglia, composta principalmente da wrestler professionisti.

## Trama
Nel 2002 a Norwich (Inghilterra)  Zak Bevis, ragazzo di 10 anni, è ossessionato dall'evento WWF (ora WWE) King of the Ring fino a quando la sorella minore Saraya cambia canale sul suo programma preferito, Streghe. I fratelli lottano, spronati dai loro genitori Rick e Julia. Rick iscrive i bambini alla loro prima esibizione di wrestling in cui Saraya, inizialmente riluttante a lottare con un ragazzo, continua a vincere come previsto.
A 18 anni, in esibizione con il nome di "Britani Knight", Saraya e suo fratello "Zak Zodiac" aiutano i loro genitori a formare i futuri lottatori mentre lavorano per la loro federazione. Rick e Julia, che nel frattempo stanno avendo difficoltà finanziarie, chiedono all'allenatore della WWE Hutch Morgan di ingaggiare i due figli. Alla fine Morgan accetta di far fare loro un provino prima di un episodio di SmackDown alla O2 Arena e dice a Saraya di trovare un nome diverso dato che "hanno già un lottatore inglese". I fratelli ricevono consigli da Dwayne Johnson e Saraya adotta il nome Paige dal suo personaggio preferito in Streghe, Paige Matthews.
I due partecipano al provino insieme ad altri diversi lottatori e sono tutti sminuiti da Morgan. Alla fine Paige viene scelta, nonostante il suo tentativo di far firmare anche Zak. Con l'incoraggiamento di suo fratello, Paige parte per l'America mentre Zak continua a lottare nel circuito indipendente britannico, aiutando a mandare avanti la scuola di wrestling dei suoi genitori e prendendosi cura della fidanzata e del figlio appena nato.
Arrivata alla Full Sail Arena di NXT in Florida, Paige ha difficoltà ad adattarsi allo stile di intrattenimento della WWE, soprattutto all'assenza di competizione tra uomini e donne e all'inesperienza dei suoi colleghi tirocinanti Jeri-Lynn, Kirsten e Maddison. Le difficoltà della giovane sono causate dai promoter esecutivi e dalla poca considerazione che Morgan ripone in lei. Morgan chiarisce a Zak che non sarà mai ingaggiato dalla WWE e Zak cade in depressione. Paige scopre che i suoi genitori stanno vendendo merchandising su di lei senza il suo permesso e l'hanno scritturata per un match contro Zak in programma per la pausa natalizia.
Ad un live-event di NXT e al suo debutto, Paige è sbalordita dalla folla e si blocca, lasciando il ring in lacrime. Decide di tingersi i capelli di biondo e abbronzarsi per assomigliare di più alle sue compagne tirocinanti, il che peggiora solo le cose. Dopo aver fallito un percorso a ostacoli, la giovane si scaglia contro i tirocinanti per aver diffuso pettegolezzi su di lei quando in realtà stavano discutendo di Kirsten, che si è allontanata da sua figlia per darle una vita migliore.
Morgan dice a Paige che il futuro di suo fratello in WWE sarebbe stato solo come lottatore di NXT e la firma avrebbe rovinato la sua vita, sottintendendo che per lui è stato lo stesso. Quindi la incoraggia a lasciare e a tornare dalla sua famiglia per una vita più felice. Lei torna a casa per Natale. Poco prima del match contro il fratello, Paige dice a Zak che sta lasciando la WWE. Arrabbiato dal fatto che lei stia rinunciando al sogno che non è riuscito a raggiungere lui stesso, Zak va fuori dallo script, costringe Paige ad improvvisare e la sconfigge. Dopo il match, riferisce ai suoi genitori che la sorella ha intenzione di smettere, devastando Ricky. Dopo che la famiglia ha salvato Zak ubriaco da una rissa in un bar, Paige ammette che Morgan ha rifiutato di far firmare Zak per proteggerlo, e che ha bisogno di concentrarsi su ciò che è importante nella vita: la sua famiglia. Quindi istruisce i bambini che lo guardano. Paige cambia idea dopo che Zak la rimprovera di aver rinunciato al loro sogno, e torna in Florida, riprendendo il colore dei capelli e la tonalità della pelle originali.
Nel frattempo anche gli allenamenti migliorano drasticamente e la giovane stringe amicizia con i colleghi tirocinanti e li incoraggia. Zak torna ad allenare gli allievi dei suoi genitori. Morgan porta gli allievi a WrestleMania XXX, dove Paige viene messa in una suite con The Rock e le viene detto che farà il suo debutto a Raw la notte seguente contro la WWE Divas champion AJ Lee, come raccomandato da Morgan. Paige fa il suo debutto a Raw e si emoziona di nuovo, ma Lee fa iniziare il match e mette inaspettatamente in palio il WWE Divas Championship. Con la sua famiglia che guarda in TV, Paige vince il match e il titolo, finalmente abbastanza a suo agio da improvvisare un promo al microfono: "Questa è casa mia!".
Nell'epilogo viene riferito che Paige rimane la più giovane WWE Divas champion di sempre ed è stata una delle prime leader nella rivoluzione femminile in corso. Uno dei tirocinanti di Zak, affetto da cecità, è diventato un wrestler. Dopo una battuta sulla carriera cinematografica di The Rock, viene detto che Rick vende azioni dell'attività di famiglia. I titoli di coda includono le riprese del documentario della famiglia del 2012 e il match di debutto di Paige.

## Produzione
Il 7 febbraio 2017, The Hollywood Reporter ha riportato che Dwayne Johnson e Stephen Merchant avevano collaborato con WWE Studios e Film4 per produrre un film basato sulla vita di Saraya "Paige" Bevis, wrestler professionista. Stephen Merchant avrebbe scritto e diretto il film, mentre Johnson avrebbe fatto un cameo. Nei giorni successivi all'annuncio, il cast principale è stato rivelato: Florence Pugh come Saraya, Jack Lowden nel ruolo del fratello di Saraya Zak, e Lena Headey e Nick Frost come i loro genitori. Metro-Goldwyn-Mayer ha acquisito i diritti di distribuzione il 10 febbraio per 17,5 milioni. Il 14 febbraio, Johnson annunciò che Vince Vaughn era stato scelto, e le riprese sarebbero iniziate il giorno successivo. Le scene sul ring sono state girate dopo il WWE Raw il 20 febbraio allo Staples Center di Los Angeles. Le riprese si sono svolte anche attorno a Bracknell, nello specifico l'area di Harmans Water, a Norwich, in Inghilterra, con le località della città utilizzate nel film, così come la città costiera di Great Yarmouth.

## Promozione
Il 10 aprile 2018 viene pubblicata la prima clip ufficiale del film, mentre il primo trailer viene diffuso il 14 novembre 2018.

## Distribuzione
Il film è stato presentato in anteprima mondiale il 28 gennaio al Sundance Film Festival 2019 e distribuito nelle sale cinematografiche statunitensi a partire dal 14 febbraio 2019, in quelle britanniche dal 27 febbraio 2019 ed in quelle italiane dal 1º agosto dello stesso anno.

## Accoglienza

### Incassi
Nel suo weekend di apertura limitato, Fighting with My Family ha incassato 162.567 dollari. Il film si è poi espanso in tutti gli Stati Uniti il fine settimana seguente, con un guadagno di 2,6 milioni di dollari il venerdì, compresi i 450.000 dollari delle anteprime del giovedì sera, e ha incassato 8 milioni nel weekend, finendo quarto al botteghino. Nel suo secondo fine settimana, il film ha guadagnato 4,7 milioni di dollari, finendo al settimo posto.
Il film ha incassato 22,9 milioni di dollari nel Nord America e 16,1 milioni nel resto del mondo, per un totale di 39 milioni di dollari.

### Critica
Sull'aggregatore Rotten Tomatoes, il film riceve il 93% delle recensioni professionali positive, con una voto medio di 7,2 su 10, basato su 247 critiche, definendo il così film: "Proprio come lo sport che celebra, Fighting with My Family supera i cliché con una potente miscela di energia e recitazione impegnata che dovrebbe lasciare il pubblico esultante"; su Metacritic ottiene un punteggio di 68 su 100 basato su 38 critiche.

## Riconoscimenti
- 2019 - E! People's Choice Awards[20]
  - Candidatura per la miglior star comica a Dwayne Johnson

## Inesattezze
Dwayne Johnson, che nel film interpreta se stesso e viene indicato come consigliere di Paige, in realtà non aveva mai incontrato la ragazza o un membro della sua famiglia prima del 2012, essendo ritornato in WWE a fine 2011 dopo oltre sette anni di assenza.